# Julia Stone
Julia Natasha Stone (née le 13 avril 1984) est une auteure-compositrice-interprète folk australienne et multi-instrumentiste. Elle fait partie du duo Angus & Julia Stone et est également musicienne solo. Son premier album solo, The Memory Machine, est sorti en septembre 2010. Son deuxième album solo, By the Horns, est sorti en mai 2012 et s'est placé à la onzième dans le classement des albums ARIA.

## Biographie
Julia Natasha Stone est née le 13 avril 1984 et a grandi à Sydney. Ses parents, Kim et John Stone, étaient tous deux des musiciens folk. La sœur aînée de Stone est Catherine (née vers 1982) et son frère cadet est Angus Stone (né le 27 avril 1986). Stone a fréquenté l'école primaire de Newport et l'école secondaire de Barrenjoey.  À l'école primaire, elle a rejoint le groupe de musique avec son père en tant que professeur et ses frères et sœurs accompagnants. Lors des réunions de famille où les enfants jouaient, Julia jouait de la trompette, Catherine du saxophone et Angus au trombone avec ses parents, Kim chantant et John au clavier ou à la guitare.  

### Carrière en duo - Angus & Julia Stone
Après avoir terminé ses études secondaires et pendant ses vacances avec son frère en Amérique du Sud, Julia a été impressionné par son talent musical, « [Angus] écrivait des chansons incroyables... [il] m'avait montré comment jouer de la guitare en Bolivie, et ces chansons m'avaient aidé traverser cette année ». Par la suite, Julia Stone a commencé à écrire ses propres chansons. En 2005, Julia Stone jouait lors de soirées en scène libre, parfois Angus jouait des chœurs. À leur premier concert de ce genre, au Coogee Bay Hotel, ils ont joué Tears. En 2006, ils ont commencé un duo, Angus & Julia Stone. En mars 2006 de la même année, le duo a enregistré son premier EP, Chocolates and Cigarettes, sorti en août. Depuis, le groupe a sorti cinq EP, quatre albums studio, et un album compilation. 

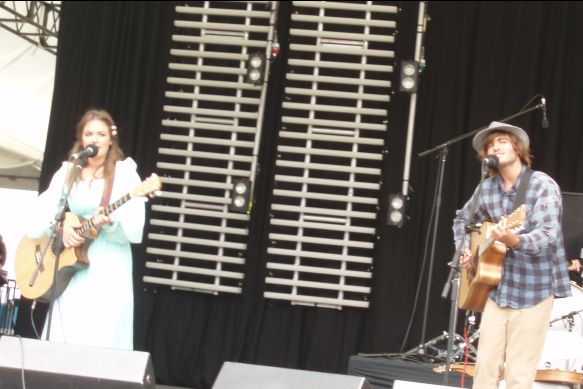
Angus & Julia Stone (Julia à gauche) en concert au Falls Festival en Tasmanie en décembre 2007.

Le deuxième album d'Angus & Julia Stone, Down the Way (mars 2010), est un succès en Australie où il atteint la première place du classement ARIA et en 2011 l'album est certifié trois fois disque de platine (soit plus de 300 000 exemplaires vendus). C'était l'album le plus vendu par un artiste australien pour 2010,. Aux ARIA Music Awards de 2010, le duo remporte le prix de l'album de l'année pour Down the Way et le single de l'année pour Big Jet Plane.

### The memory machine, premier album solo
Malgré son succès critique en tant que duo, Julia avait d'abord entamé sa carrière musicale pour devenir musicienne solo. En septembre 2010, après cinq ans d'enregistrement et de tournées avec le duo, Julia Stone sort son premier album solo, The Memory Machine. Il a été bien accueilli par les fans et les critiques. 
En juin 2011, elle a chanté des chœurs sur Do You Realize pour The Flaming Lips et Edward Sharpe et les Magnetic Zeros lors d'un concert au Hollywood Forever Cemetery.

### By the Hornset autre projets
Le 25 mai 2012, Julia Stone a sorti son deuxième album solo, By the Horns . Elle décrit l'écriture des chansons et la séparation temporaire avec Angus, « [nous] avions déjà travaillé ensemble sur un nouvel album mais ça ne semblait pas correct (...) Je me disais : Je vais y arriver maintenant et nous verrons ce qui se passera quand cela arrivera » « Ensuite, Angus et moi avons parlé au téléphone et il avait également travaillé sur des choses par lui-même et nous avons tous deux convenu que nous étions prêts à constituer un album de nos propres chansons ». Elle a travaillé sur l'album en Californie, en France, en Australie et en Inde. 
Sorti à l'origine en 2010, la reprise de Julia de You're the One That I Want apparaît dans une publicité sur la chaîne de télévision britannique et irlandaise Sky. Le titre est entré dans les classements britanniques sur iTunes après la diffusion de la publicité. 
En 2015, Julia Stone participe au single de Jarryd James, Regarless, qui est classé no 48 en Australie en août.

### Songs for Australia
En février 2020, Julia Stone a publié Beds Are Burning, une reprise du groupe australien Midnight Oil. Le titre figure dans l'album Songs for Australia, qui sort le 5 mars 2020.  Songs for Australia est un album de reprises de plusieurs artistes internationaux dans le contexte des incendies qui touchent l'Australie depuis juin 2019. The National, Kurt Vile mais aussi les artistes français Pomme et Petit Biscuit participent à cet album dont tous les profits sont reversés aux efforts de lutte contre les feux de brousse,. Le frère de Julia, Angus Stone participe aussi à cet album avec son projet musical Dope Lemon. Il reprend la chanson Streets of Your Town du groupe australien The Go-Betweens. 

## Discographie

### Albums studio
| Année | Album                                                             | Classements | Classements | Classements | Classements | Classements |
| Année | Album                                                             | AUS         | BEL(Vl)     | BEL(Wa)     | FR          | NED         |
| ----- | ----------------------------------------------------------------- | ----------- | ----------- | ----------- | ----------- | ----------- |
| 2010  | The Memory Machine - Date de sortie: 31 janvier 2011 - Label: EMI | 73          | —           | —           | 137         | —           |
| 2012  | By the Horns - Date de sortie: 25 Mai 2012 - Label: EMI           | 11          | 59          | 53          | 146         | 59          |
| 2021  | Sixty Summers - Date de sortie: 30 avril 2021 - Label: BMG        |             |             |             |             |             |

### Singles
| Titre                                           | Année | Classement maximal | Certifications | Album               |
| Titre                                           | Année | AUS                | Certifications | Album               |
| ----------------------------------------------- | ----- | ------------------ | -------------- | ------------------- |
| You're the One That I Want                      | 2010  | -                  |                | NC                  |
| Maybe                                           | 2010  | -                  |                | The Memory Machine  |
| Let's Forget all the Things That We Say         | 2012  | -                  |                | By the horns        |
| It's All Okay                                   | 2012  | -                  |                | By the horns        |
| Justine                                         | 2012  | -                  |                | By the horns        |
| I Was Only 19                                   | 2012  | -                  |                | NC                  |
| Regardless (Jarryd James featuring Julia Stone) | 2015  | 48                 | - ARIA: Or     | Thirty One          |
| Solid Gold (Elk Road featuring Julia Stone)     | 2017  | -                  |                |                     |
| Breathe It in (with Garrett Kato)               | 2020  | -                  |                |                     |
| Beds Are Burning                                | 2020  | -                  |                | Songs for Australia |
| Break                                           | 2020  | -                  |                |                     |